# Brada (Jičínská pahorkatina)
Brada (438 m n. m.) je vrch v okrese Jičín Královéhradeckého kraje, v CHKO Český ráj. Leží asi 3,5 km severozápadně od Jičína, na katastrálním území stejnojmenné obce Brada, která leží těsně u vrchu na jeho východním svahu.

## Popis vrchu

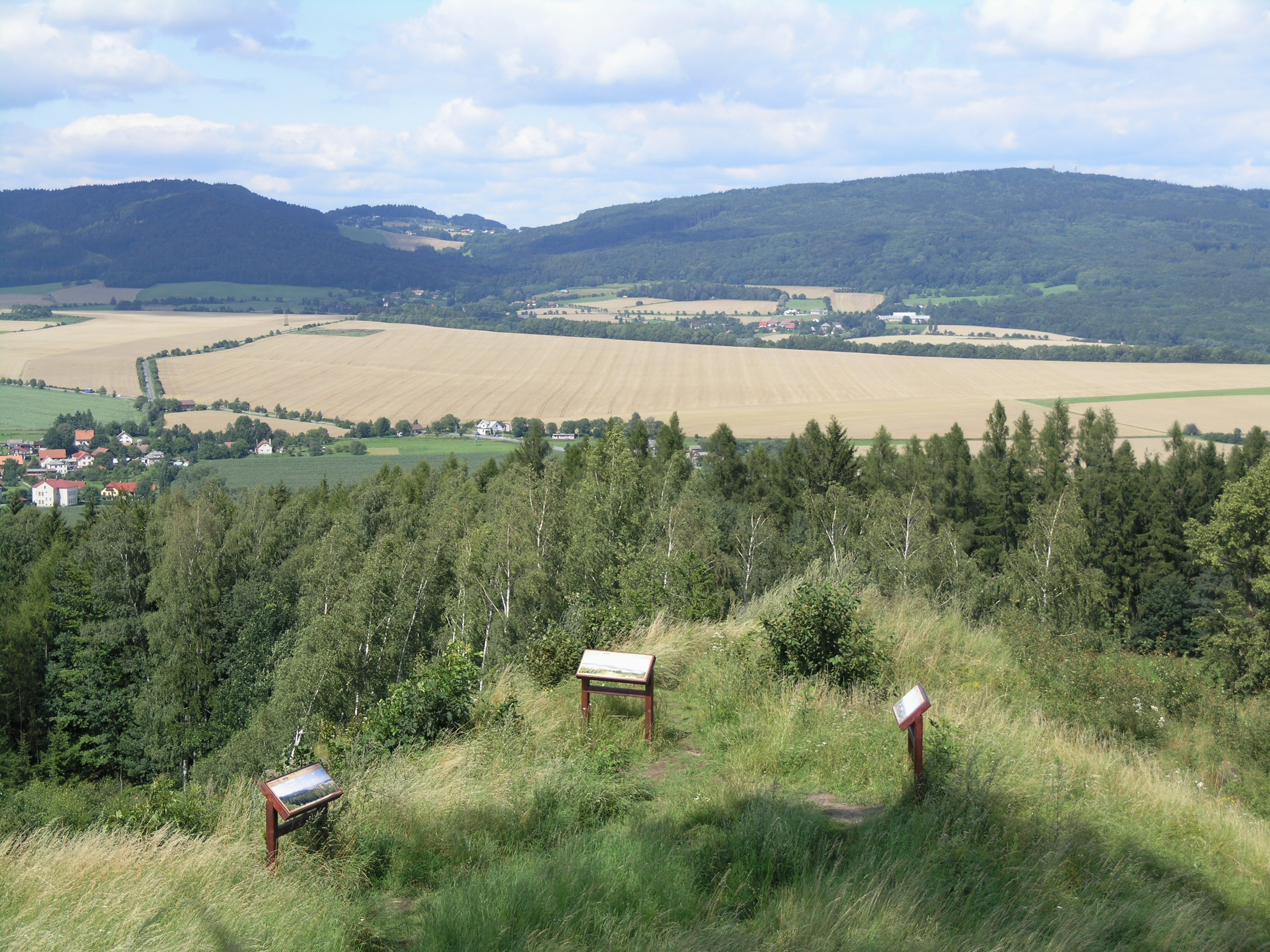
Vyhlídka a popisné panely na Bradě

Je to suk ve tvaru nesouměrné kupy mírně protažené směrem JZ–SV. Vrch je tvořen dvěma proniky subvulkanické bazaltické brekcie spolu se silně alterovaným bazaltoidem na jižním svahu. Obal proniků tvoří svrchnokřídové křemenné pískovce a zpevněné vápnité sedimenty. Vrch pokrývají roztroušené listnáče, keře, mýtiny a trávníky.
Brada představuje východní zakončení Přivýšinského hřbetu (zvaného též Prachovský hřeben), táhnoucího se v orientaci zhruba západ–východ. Hřeben tvoří ploché vrchy Malé (449 m a Velké Svinčice (448 m) a navazující Prachovské skály na západě, nejvyšší Přivýšina (464 m) uprostřed, na níž těsně navazuje Brada. Ta zároveň tvoří nejvýchodnější vyvýšeninu CHKO Český ráj.
Z vykáceného vrchu je krásný výhled do Jičínské kotliny a na Táborský hřbet, vyhlídku popisují panely s panoramatickými fotografiemi.

## Historie
Na vrchu byl na sklonku 13. století vystavěn stejnojmenný hrad Brada, z kterého dodnes zůstaly jen nepatrné zbytky zdí a příkopů, pokrytých bujnou vegetací. Hrad byl později narušen těžbou pískovce ve dvou přilehlých lomech a postupně zmizel. Během prusko-rakouské války v roce 1866 zde měla jedno z dělostřeleckých postavení rakouská armáda bránící přístup k Jičínu. Na památku bitvy u Jičína byl v roce 1891 z iniciativy hraběte Ervína Schlika na vrcholové plošině vztyčen dubový kříž se sochami sv. Petra a sv. Pavla, dvou světců, na jejichž výroční den se bitva odehrála, a kteří jsou tak považováni za její patrony. Z téže doby pochází i kamenný kříž věnovaný obětem této války, umístěný na východním úpatí vedle barokní dřevěné zvonice, vzniklé v závěru 13. století spolu s raně gotickým kostelem.

## Geomorfologické zařazení
Vrch náleží do celku Jičínská pahorkatina, podcelku Turnovská pahorkatina, okrsku Vyskeřská vrchovina, podokrsku Prachovská pahorkatina a části Přivýšinský hřbet.

## Přístup
Pěšky po modré turistické značce Jičín – Prachov, na kraji vsi Brada zahnout na naučnou stezku k vrchu kolem zvonice (asi 200 m). Automobilem se lze dostat ze silnice Jičín – Turnov do vsi Brada.